# Loek Beernink
Anne-Loek (Loek) Beernink (Aalten, 6 maart 1986) is een Nederlandse actrice, zangeres en televisiepresentatrice. Ze kreeg bij het grote publiek vooral naamsbekendheid door haar rol als Nienke in de jeugdsoap Het Huis Anubis.

## Biografie
Beernink is vooral bekend als Nienke Martens in de soapserie Het Huis Anubis. Onder de naam van dit personage werd de titelsong van de serie op single uitgebracht. Deze single, Het Huis Anubis, stond op nummer één in de Nederlandse Top 40. De single Hij bracht Beernink uit onder de naam Het Huis Anubis. Beernink is ook te zien in de eerste bioscoopfilm hiervan, Anubis en het pad der 7 zonden, en in het vervolg daarop, Anubis en de wraak van Arghus. Na deze film speelde ze ook nog in de Anubis-film Het Huis Anubis en de terugkeer van Sibuna!
Naast het Huis Anubis sprak ze ook de stem in van Dr. Larue in Horton en van Prinses Pea in Despereaux, de dappere muis en bij Ice Age: Continental Drift. Verder speelde ze haar eerste hoofdrol in de film Bloesem, van Tess Löwenhardt door I'M Creative Productions, die vele internationale filmprijzen won en die zelfs uitgebracht werd op dvd.
Vanaf najaar 2010 presenteerde ze ook het programma Supernick, samen met Patrick Martens.
Op 6 januari 2018 was Loek, samen met Iris Hesseling, Lucien van Geffen, Achmed Akkabi, Vreneli van Helbergen en Sven de Wijn te zien in de throwback aflevering van "Het Huis Anubis".

## Filmografie

### Film
- 2008: Anubis en het pad der 7 zonden, als Nienke Martens
- 2009: Anubis en de wraak van Arghus, als Nienke Martens
- 2009: Bloesem, als Afanai Goud
- 2010: Het Huis Anubis en de terugkeer van Sibuna, als Nienke Martens
- 2011: Ulrich, als Receptioniste
- 2012: Closing time, als Sophie
- 2012: Rode gordijnen
- 2014: Her innerview, als Cecile Margotti
- 2015: Helden, als Barista
- 2016: Lovers Only, als Her

### Televisie als actrice
- 2006-2009: Het Huis Anubis, als Nienke Martens

### Televisie als presentatrice
- 2007-2011: SuperNick, 4 seizoenen
- 2009: Studio 100 Zomerfestival
- 2010-2011: De klas uit
- 2010-2011: Shake It
- 2011-2013: Nick Battle, 2 seizoenen
- 2014: Shortcutz Amsterdam Annual Awards

### Theater
- 2008-2009: Anubis en de Graal van de Eeuwige Vriendschap, als Nienke Martens
- 2009-2010: Anubis en de Legende van het Spooktheater, als Nienke Martens
- 2023: Studio 100 Sing Along, als zichzelf/Nienke Martens

## Discografie

### Albums
| Album met eventuele hitnotering(en) in de Nederlandse Album Top 100 | Datum van verschijnen | Datum van binnenkomst | Hoogste positie | Aantal weken | Opmerkingen         |
| ------------------------------------------------------------------- | --------------------- | --------------------- | --------------- | ------------ | ------------------- |
| Het Huis Anubis (Muziek uit de televisieserie)                      | 01-10-2007            | 06-10-2007            | 7               | 26           | als Het Huis Anubis |

| Album met hitnotering(en) in de Vlaamse Ultratop 200 albums | Datum van verschijnen | Datum van binnenkomst | Hoogste positie | Aantal weken | Opmerkingen         |
| ----------------------------------------------------------- | --------------------- | --------------------- | --------------- | ------------ | ------------------- |
| Het huis Anubis (Muziek uit de televisieserie)              | 2007                  | 13-10-2007            | 22              | 26           | als Het Huis Anubis |

### Singles
| Single met eventuele hitnotering(en) in de Nederlandse Top 40 | Datum van verschijnen | Datum van binnenkomst | Hoogste positie | Aantal weken | Opmerkingen         |
| ------------------------------------------------------------- | --------------------- | --------------------- | --------------- | ------------ | ------------------- |
| Het huis Anubis                                               | 08-01-2007            | 20-01-2007            | 1(1wk)          | 8            | als Nienke          |
| Hij                                                           | 23-05-2007            | 02-06-2007            | 3               | 8            | als Het Huis Anubis |
| Het geheim                                                    | 15-09-2007            | -                     |                 |              | als Het Huis Anubis |

| Single met hitnotering(en) in de Vlaamse Ultratop 50 | Datum van verschijnen | Datum van binnenkomst | Hoogste positie | Aantal weken | Opmerkingen         |
| ---------------------------------------------------- | --------------------- | --------------------- | --------------- | ------------ | ------------------- |
| Het huis Anubis                                      | 2007                  | 20-01-2007            | 13              | 7            | als Nienke          |
| Hij                                                  | 23-05-2007            | 02-06-2007            | 17              | 9            | als Het Huis Anubis |

## Varia
- In 2007 won ze een Kids Choice Award voor beste tv-ster.
- In 2009 nam Beernink afscheid van haar personage Nienke van Het Huis Anubis. Het verhaal is afgerond en in maart 2010 startte een nieuw verhaal met nieuwe personages.
- In 2010 won ze opnieuw een Kids Choice Award en weer voor beste actrice.
- In 2010 dook Beernink nog één keer op in de derde en laatste film van Anubis: Anubis en de Terugkeer van Sibuna.
- Sinds half 2010 en in 2011 presenteerde ze ook De klas uit, Supernick en Shake It.
- Ze presenteerde met Iris Hesseling en Patrick Martens het programma Nick Battle.